# Club de Baloncesto Cantaires
El Club de Baloncesto Cantaires Tortosa (Club de Bàsquet Cantaires) es un club deportivo creado en Tortosa en 1968.
El color de su primera equipación es el rojo.

## Historia

### De los inicios a los triunfos
En abril de 1985 el equipo catalán, situado ya en la Primera B, lograba el ascenso a la máxima categoría del baloncesto femenino español al imponerse 62 a 41 al Oximper Sevilla. Xavier Tubau era el entrenador.
El conjunto obtuvo diferentes títulos. La temporada 1985-86 obtuvo el subcampeonato de liga. En 1987 lograba el título de Liga Femenina de Baloncesto, la Copa de la Reina y la Liga catalana de baloncesto femenino, entre otros.
En 1989 llegó sin embargo el declive del baloncesto femenino.

### El club actualmente
El actual C.B. Cantaires Tortosa cuenta con una escuela de baloncesto y nueve equipos (masculinos y femeninos) en competición federada.
La temporada 2016-2017 el equipo Sénior masculino del Cantaires ocupó puesto en la Copa Cataluña, la competición de más alto nivel que organiza la Federación Catalana de Baloncesto, obteniendo el sexto lugar.
Para la temporada 2017-2018 Les Vinyes del Convent-CB Cantaires pasó sin embargo a formar parte de la Liga EBA (grupo C), la cuarta liga en importancia de las que se disputan en España tras la Liga ACB, la LEB Oro y la LEB Plata. Desafortunadamente no pudo mantener la categoría y el año 2019 también acabó con un nuevo descenso de la Copa Cataluña a Primera Catalana. 
Su actual entrenador –mayo de 2018– es Jaume Bouguarout Prat (Olot, 1979) que sustituye al gallego Xose Leyenda Pedreira que relevó a su vez a Claudio César Prieto (Resistencia, el Chaco, Argentina, 1975) en febrero de 2018.